# Crkva sv. Mihovila u Budvi
Crkva sv. Mihovila bila je rimokatolička crkva kod Budve. Nalazila se na rtu Mogrenu. Posvetio ju je prvi biskup Budvanske biskupije za kojeg se zna, Silvestar 1143. godine. Stradala je u potresu 1667. godine.